# Floirac, Charente-Maritime

Floirac este o comună în departamentul Charente-Maritime, Franța. În 2015 avea o populație de 311 de locuitori.